# David Wonou Oladokoun
David Wonou Oladokoun (né le 6 mai 1955 à Atakpamé et mort le 20 octobre 2022 à Lomé) est un universitaire et homme politique togolais, anciennement ministre de l’Environnement, du Développement durable et de la Protection de la nature dans le gouvernement Klassou II dans la période 2019-2020.

## Biographie

### Jeunesse et formation
David Oladokoun fait ses études primaires à Atakpamé puis à Sokodé, validé par l'obtention du certificat d'études du premier cycle (CEPE). Il achève par la suite le niveau secondaire et obtient le diplôme du bac II, série A4. A l'université, il obtient une maîtrise en Lettres avec une spécialisation en géographie rurale. Il obtient successivement un diplôme d'études approfondies (DEA) ainsi qu'un doctorat en lettres, option géographie rurale et aménagement avec la mention très honorable,.

### Carrière universitaire
David Wonou Oladokoun devient maître assistant en 2004, maître de conférences en juillet 2010 puis professeur titulaire en 2015. Durant les quinze dernières années, il dirige 22 publications et encadre plus d'une quarantaine de mémoires de maîtrise. De plus, il supervise une dizaine de mémoires en DEA, une dizaine en master de recherche, ainsi qu'une quinzaine de thèses de doctorat en géographie,. Oladokoun a également servi en tant que directeur honoraire du Laboratoire de recherche sur la dynamique des milieux et des sociétés (LARDYMES), du département de géographie de l'université de Lomé.

### Carrière politique
De 1996 à 1997, Oladokoun est préfet de la préfecture de Vo. De 1997 à 1999, il occupe la fonction de conseiller technique du ministre de l'Intérieur. De 2000 à 2019, il devient directeur de cabinet de Dama Dramani, alors président d'alors de l'Assemblée nationale togolaise,,. 
En janvier 2019, il devient ministre de l'Environnement, du Développement durable et de la Protection de la nature dans le gouvernement Klassou II, précédemment connu sous l’appellation « ministère de l'Environnement et des Ressources forestières »,,. Il est connu pour son engagement en faveur de la lutte contre la désertification, la protection du littoral, ou encore la protection de la couche d'ozone,. Il lance sous son égide la 55e session du Conseil international des bois tropicaux (CIBT), le plus haut organe exécutif de l’Organisation des bois tropicaux (OIBT),. Il cède sa place à Folly bazi katari en 2020 à la suite du remaniement ministériel dû aux législatives de 2020 donnant lieu au gouvernement Dogbè I . Oladokoun fut un militant du parti au pouvoir Union pour la république,,,.

## Vie privée
David Wonou Oladokoun est marié et père de trois enfants.

## Décès
David Wonou Oladokoun meurt à Lomé le 20 octobre 2022 à l'âge de 67 ans, des suites d’un malaise,,. Une cérémonie d’hommage universitaire est organisée en son encontre en présence de plusieurs officiels des universités du Togo et du gouvernement togolais,. Toujours dans l'optique de célébrer sa carrière, un colloque international est organisé en son honneur suivi d'une cérémonie de remise de mélanges.

## Publications
- « Dynamique foncière etenjeux socio-économique en milieu periurbain d'Atakpamé au Togo », Annale des lettres et sciences humaines, vol. 12, no 1,‎ 18 octobre 2016 (lire en ligne).
- Dimension sociale et économique de la culture cotonnière au Togo : L’exemple de l’Est de la Région des Plateaux, université de Lomé, Togo, 2000, 502 p. — Thèse de doctorat.
- « Analyse des effets de l'enclavement sur le développement en milieu rural au Togo », Études togolaises, vol. 2, no 1,‎ 2020, p. 49-73 (présentation en ligne).